# SSV Jahn Regensburg
SSV Jahn Regensburg é uma agremiação esportiva alemã, fundada em 1907, sediada em Ratisbona, na Baviera. Atualmente disputa a 3. Liga, equivalente a terceira divisão da Alemanha.

## História
Faz parte de una grande sociedade poliesportiva nascida em 1889 com o nome de Turnerbund Jahn Regensburg, cuja denominação deriva de Friedrich Ludwig Jahn notável pai da ginástica alemã.
O departamento de futebol nasce, em 1907 e junto ao de natação, em 1924, formaram o Sportbund Jahn Regensburg. A sociedade depois se uniu, em 1934 ao Sportverein 1889 Regensburg para formar o Vereinsname Sport- und Schwimmverein Jahn Regensburg com o principal objetivo de reforçar a equipe de futebol, a qual, contudo, em seguida, obteve resultados medíocres na Gauliga da Baviera, uma das dezesseis máximas divisões criadas pelo Regime Nazista, em 1933. Os melhores resultados obtidos naqueles anos foram dois terceiros lugares em 1938 e 1939.
Entre o fim da Segunda Guerra Mundial e a criação da Bundesliga, em 1963, o Jahn atuou na Oberliga Süd e na 2.Oberliga Süd. Por duas temporadas, em 1976 e 1977, esteve na 2. Fußball Bundesliga Süd antes de ser rebaixado para a Amateurliga da Baviera e para a Landesliga Bayern-Mitte (IV), em 1978. A equipe alcançou o ponto mais baixo de sua história, em 1996, quando chegou à Landesliga Bayern-Mitte, tornada naquele tempo uma chave de quinta divisão.
Em 2000, o departamento de futebol se separou da sociedade para se agregar, em 2002 aos jogadores do SG Post/Süd Regensburg. Em 2003, o time chegou à Zweite Liga, mas caiu após uma temporada, atingido por problemas financeiros que só foram solucionados em 2005. Na temporada 2008-2009 o Jahn atuou na 3. Liga, mas em virtude do nono lugar conquistado no ano anterior na Regionalliga (III).

## Cronologia recente
A recente performance do clube:
| Temporada | Divisão             | Módulo | Posição |
| 2000–01   | Regionalliga Süd    | III    | 12°     |
| 2001–02   | Regionalliga Süd    | III    | 3°      |
| 2002–03   | Regionalliga Süd    | III    | 2° ↑    |
| 2003–04   | 2° Bundesliga       | II     | 16° ↓   |
| 2004–05   | Regionalliga Süd    | III    | 8°      |
| 2005–06   | Regionalliga Süd    | III    | 17° ↓   |
| 2006–07   | Fußball-Bayernliga  | IV     | 1° ↑    |
| 2007–08   | Regionalliga Süd    | III    | 9°      |
| 2008–09   | 3° Liga             | III    | 15°     |
| 2009–10   | 3° Liga             | III    | 16°     |
| 2010–11   | 3° Liga             | III    | 8°      |
| 2011–12   | 3° Liga             | III    | 3° ↑    |
| 2012–13   | 2° Bundesliga       | II     | 18° ↓   |
| 2013–14   | 3° Liga             | III    | 11°     |
| 2014–15   | 3° Liga             | III    | 20° ↓   |
| 2015–16   | Regionalliga Bayern | III    | 1° ↑    |
| 2016–17   | 3° Liga             | III    | 3° ↑    |
| 2017–18   | 2° Bundesliga       | II     | 5°      |
| 2018–19   | 2° Bundesliga       | II     | 8°      |
| 2019–20   | 2° Bundesliga       | II     | 12°     |
| 2020–21   | 2° Bundesliga       | II     | 14°     |

## Elenco
Atualizado 23 de junho de 2021.
Legenda
- : Capitão
- : Jogador lesionado